# Liu Xia (judoka)
Dans ce nom chinois, le nom de famille, Liu, précède le nom personnel.
Pour les articles homonymes, voir Liu Xia.
Liu Xia, née le 6 janvier 1979 à Qingdao, est une judokate chinoise évoluant dans la catégorie des moins de 78 kg (poids mi-lourds).

## Biographie
La Chinoise est vice-championne olympique dans cette catégorie de poids en 2004 à Athènes. Lors de ce tournoi olympique, Liu réalise un parcours sans faute jusqu'en finale où elle est défaite par la Japonaise Noriko Anno. Elle obtient donc une médaille d'argent, l'une des quatre décrochées par les judokates chinoises à Athènes.
C'est en 1997 que Liu Xia réalise ses premières bonnes performances en décrochant des podiums dans des tournois labellisés Coupe du monde. Elle réédite plusieurs bons résultats sans pour autant jamais participer aux championnats du monde. Elle remporte ainsi à deux reprises le fameux tournoi féminin de Fukuoka et devient vice-championne d'Asie en 2004. Début 2008, la Chinoise enchaîne deux victoires importantes dans des tournois qualificatifs pour les Jeux olympiques de Pékin. D'abord vainqueur du Tournoi de Hambourg en battant en finale la Française Stéphanie Possamaï, elle remporte le Tournoi de Varsovie une semaine plus tard aux dépens de la Cubaine Yurisel Laborde.

### Palmarès

#### Jeux olympiques
- Jeux olympiques de 2004 à Athènes (Grèce) :
  -  Médaille d'argent dans la catégorie des moins de 78 kg.

#### Divers
- Tournois Super coupe du monde :
  - 1 podium au Tournoi de Paris (3e en 2002).
  - 1 podium au Tournoi de Hambourg (1er en 2008).

- Tournois divers :
  - 4 podiums au Tournoi de Fukuoka (2 x 3e en 2001, 1er en 2003, 1er en 2004).

- Par équipes :
  -  Médaille de bronze aux Mondiaux par équipes 2006 à Paris (France).